# Гобийский бурый медведь
Гоби́йский бу́рый медве́дь, или мазала́й, Ursus arctos gobiensis (монг. Мазаалай) — подвид бурого медведя, Ursus arctos, обитающий в пустыне Гоби в Монголии. В настоящее время в монгольской Красной книге гобийский медведь имеет статус «очень редкий». Мазалай находится под угрозой исчезновения, так как исключительно маленький размер популяции делает этот подвид очень уязвимым. По последним оценкам на основе генетического анализа, размер популяции составляет всего от 22 до 31 особи (Отчёт группы, работающей по проекту о гобийском медведе, за 2012 год).

## Систематическое положение
Гобийский бурый медведь иногда рассматривается как относящийся к тому же подвиду, что и тибетский медведь-пищухоед (Ursus arctos pruinosus). Такой подход базируется на определённом морфологическом сходстве и на распространённом представлении, что медведи, обитающие в пустыне Гоби, являются реликтовой популяцией пищухоеда. Однако советские териологи В. Е. Соколов и В. Н. Орлов подчёркивали, что по особенностям строения черепа гобийские медведи мало похожи на тибетских и имеют большое сходство с тянь-шаньской формой бурого медведя Ursus arctos isabellinus. Позднее те же авторы описали гобийского медведя как особый подвид.

## Описание
Медведь относительно небольшой. Единственный известный череп имеет общую длину 323 мм. Окраска редкого и грубого меха варьирует от светло-бурой до белёсо-голубоватой. На груди, горле и плечах всегда присутствует белёсая полоса. Когти светлые. Второй и третий пальцы задних лап срослись более чем на одну треть. Бороздка между основаниями пальцев и подушечкой стопы не более 20 мм, то есть у́же, чем у других подвидов.

## Экология
Населяет пустынные горы Атас-Богдо и Цаган-Богдо с редким кустарником только по сухим руслам водотоков. Летом обитает поблизости от оазисов. Основным кормом в этот период являются ягоды нескольких видов селитрянки. Питается побегами эфедры, насекомыми, мелкими позвоночными. Осенью активно выкапывает корневища гобийского ревеня. Активен как днём, так и ночью. Карабкается по скалам с удивительной лёгкостью. Предполагают, что зимний сон длится не более 2—3 месяцев. По опросным сведениям, залегает на зиму в пещерах.

## Интересный факт
Монгольское название медведей, обитающих на севере в таёжной части страны, иное — хурэн бавгай. Это означает, что монголы рассматривали эти формы как два разных вида.